# Глобална димензија кинеске медицине
Глобална димензија кинеске медицине према кинеским мислиоцима, зачета је на концепту који човека сагледава као земаљско биће које је нераскидиво повезано са природом, и са којом човек чини целину.

## Јединство неба и човека
Јединство неба и човека изучава се још од периода пре династије Ћин. Када традиционални кинески мислиоци тога периода кажу: „Небо и човек су једно” они сматрају да се човек стопио с космосом и природом, а то поново подразумева да је однос космоса и човека хармоничан, а не непријатељски.

## Појам целовитости
Nei Jing-Su Wen сматра да „Људска бића рађају Ки  (Qi) неба и земље“  (Ren Yi Tian Di Zhi Qi Sheng)  и да су „Небо, Земља и људи у непрестаној међусобној интеракцији“ (Tian Di Ren Xiang Tong Yi). Другим речима природа пружа повољно окружење за људско постојање у коме се организам регулише и прилагођава променама које се у њему дешавају. У том смислу, било који догађај у природи (сезонске климатске варијације, климатски фактор који се јавља у погрешно време, модификација су околине природног или људског порекла. Свака промена животног окружења итд. утиче на појединца (укључујући и његово стање). Када се тело не успе прилагодити промени стања, може доћи до болести.
Овај концепт целине изражен је и у концепцији људског тела. Ово се посматра као интегрисана и интерактивна целина, која је у традиционалној кинеској медицини приказана кроз меридијане и колатерале који се придружују органима, везом удове и зглобове; функционалном међузависношћу органа; и, коначно, редовном циркулацијом виталних супстанци у организму.
Појам целовитости стога се у тардиционалној кинеској медицини налази у свим областима медицине  (физиологији, патологији, дијагноза и лечење).

## Интеграција тела и духа у ТКМ
Према кинеској медицини, живот се заснива на интеграцији „Тела” и „Духа”, односно „Шинга” и „Шена”.
Израз „Шинг” (Xing) „Облик“, „Тело“ означава материјалне структуре организма (кожа и коса, тетиве, месо, кости, органи, меридијани итд.).
Термин Шен (Shen) има два значења, у:
- ширем смислу - означава, видљиве манифестације споља виталних активности организма (морфологија, боја лица, израз, начин изражавања, понашање, ставови итд.), или другим речима, његову виталност (Shen Qi).
- ужем смислу - означава све функције ума или психе које генеришу виталне активности организма.

„Шинг” је стога материјална основа „Шена”. Без „Шинг”-а , „Шен” не може постојати. 
Поред тога, различите активности Духа могу утицати на организам: било који емоционални поремећај, на пример, може ометати циркулацију „Ћи” и „Крви” и пореметити функционисање органа.
Интеграција „Тела” и „Духа” изражена је у кинеској медицини у облику „Три блага“ (San Bao) која су:
- Јинг - „витална суштина“,  као темељ и извор живота. Разликујемо Суштину „Претходног неба“ (Xian Tian) која се наслеђује од родитеља у време зачећа и одређује основну конституцију појединца и Суштину „Задњег неба“ (Hou Tian) која се екстрахује храном и водом (пиће) кроз функције уноса и варења слезине и желуца.
- Чи,  „ваздух“ или „дах“ и представља „животну силу“ или „духовну енергију“ која је  у древној кинеској филозофији, материјални супстрат универзума који својим кретањима и трансформацијама производи све на свету. У кинеској медицини овај термин означава суптилну материју обдарену снажном виталном силом у непрестаном кретању. То је најосновнија супстанца организма која чува виталну активност.  Зато су, све фазе људског живота, од рођења до смрти, повезане су са Чи.
- Шен - „дух“  ,  који у ограниченом смислу означава све активности ума, свести и мисли (свест, мисао, сазнање, памћење, интелигенција, мудрост, афективност, осећања, итд.) које потичу из Срца (а не из мозга као у западњачкој концепцији). Такође се каже да Срце „штити“ Дух.